# Meghan Addy
Meghan Addy (* 22. Mai 1978) ist eine ehemalige US-amerikanische Leichtathletin, die im Sprint und Hürdenlauf an den Start ging und sich auf die 400-Meter-Distanz spezialisiert hat. Ihren größten Erfolg feierte sie mit dem Gewinn der Bronzemedaille in der 4-mal-400-Meter-Staffel bei den Hallenweltmeisterschaften 2003 in Birmingham.

## Sportliche Laufbahn
Meghan Addy trat nur bei einer internationalen Meisterschaft, den Hallenweltmeisterschaften 2003 in Birmingham an und gewann dort in 3:31,69 min gemeinsam mit Monique Hennagan, Brenda Taylor und Mary Danner die Bronzemedaille hinter den Teams aus Russland und Jamaika.

## Persönliche Bestleistungen
- 400 Meter: 53,24 s, 22. März 2003 in San Diego
  - 400 Meter (Halle): 53,88 s, 1. März 2003 in Boston
- 400 m Hürden: 55,70 s, 7. August 2004 in Brasschaat